# ورخنیاناکتایوو
ورخنیاناکتایوو (به لاتین: Verkhneyanaktayevo) یک منطقهٔ مسکونی در روسیه است که در باشقیرستان واقع شده‌است.